# マイケル・C・ウィリアムズ
マイケル・C・ウィリアムズ（Michael C. Williams,  1973年7月25日 - ）は、アメリカ合衆国の俳優である。

## 来歴
1973年、ニューヨーク市ブロンクス区生まれ。ニューヨーク州立大学で学ぶ。
1999年に公開された低予算ホラー映画『ブレア・ウィッチ・プロジェクト』で映画デビュー。同作品では田舎町の森で語り継がれる魔女伝説を追うドキュメンタリー映画の撮影班の一人を演じており、同作品は評価、興行収益ともに全世界で大成功を収めた上、昨今量産されているPOV方式のホラー映画の先駆けともなった。
ウィリアムズ自身も同作出演以降は、テレビドラマや映画などで役者としてのキャリアを順調に築いている。

## 出演作品

### 映画
- ブレア・ウィッチ・プロジェクト The Blair Witch Project (1999)
- サリー 夢の続き Sally (2000)
- Twelve City Blocks (2002)
- Long Story Short (2002)
- 地球外生命体捕獲 Altered (2006)
- Montclair (2007)
- オブジェクティブ The Objective (2008)
- Four Corners of Fear (2013)

### テレビドラマ
- ロー&オーダー Law & Order (2000)
- WITHOUT A TRACE/FBI 失踪者を追え! Without a Trace (2003)
- LAW & ORDER:性犯罪特捜班 Law & Order: Special Victims Unit (2009)

## 参照
1. ↑  “Michael C. Williams Biography”. 2014年8月18日閲覧。